# Miloš Bursać
Miloš Bursać, né le 23 juin 1965 à Belgrade en Serbie est un footballeur serbe, attaquant de Hajduk Split, de l'Étoile rouge de Belgrade et de l'équipe de Yougoslavie dans les années 1980. 
Bursać n'a marqué aucun but lors de ses deux sélections avec l'équipe de Yougoslavie en 1985.

## Palmarès

### En équipe nationale
- 2 sélections et aucun but avec l'équipe de Yougoslavie en 1985.

### Avec l'Hajduk Split
- Vainqueur de la coupe de Yougoslavie en 1984 et 1987.